# 新大津駅
新大津駅（しんおおつえき）は、神奈川県横須賀市大津町四丁目にある、京浜急行電鉄久里浜線の駅である。駅番号はKK65。

## 歴史
地元と神奈川県学務課の「横須賀高等女学校（現・神奈川県立横須賀大津高等学校）の前に駅を設置して欲しい」という請願により設置された。
- 1942年（昭和17年）12月1日 - 東京急行電鉄（大東急）により鳴神駅として開業。なお、鳴神とは当時日本軍が占領していたキスカ島（アリューシャン列島）の日本名である[1]。
- 1948年（昭和23年）
  - 2月1日 - 新大津駅に改称。
  - 6月1日 - 京浜急行電鉄が発足、京浜急行電鉄の駅となる。
- 1954年（昭和29年）6月15日 - 当駅の前後が複線化される。
- 1999年（平成11年）7月31日 - 快特停車駅となる。
- 2007年（平成19年）4月 - 現駅舎に建て替えおよび跨線橋にエレベーター設置。

## 駅構造

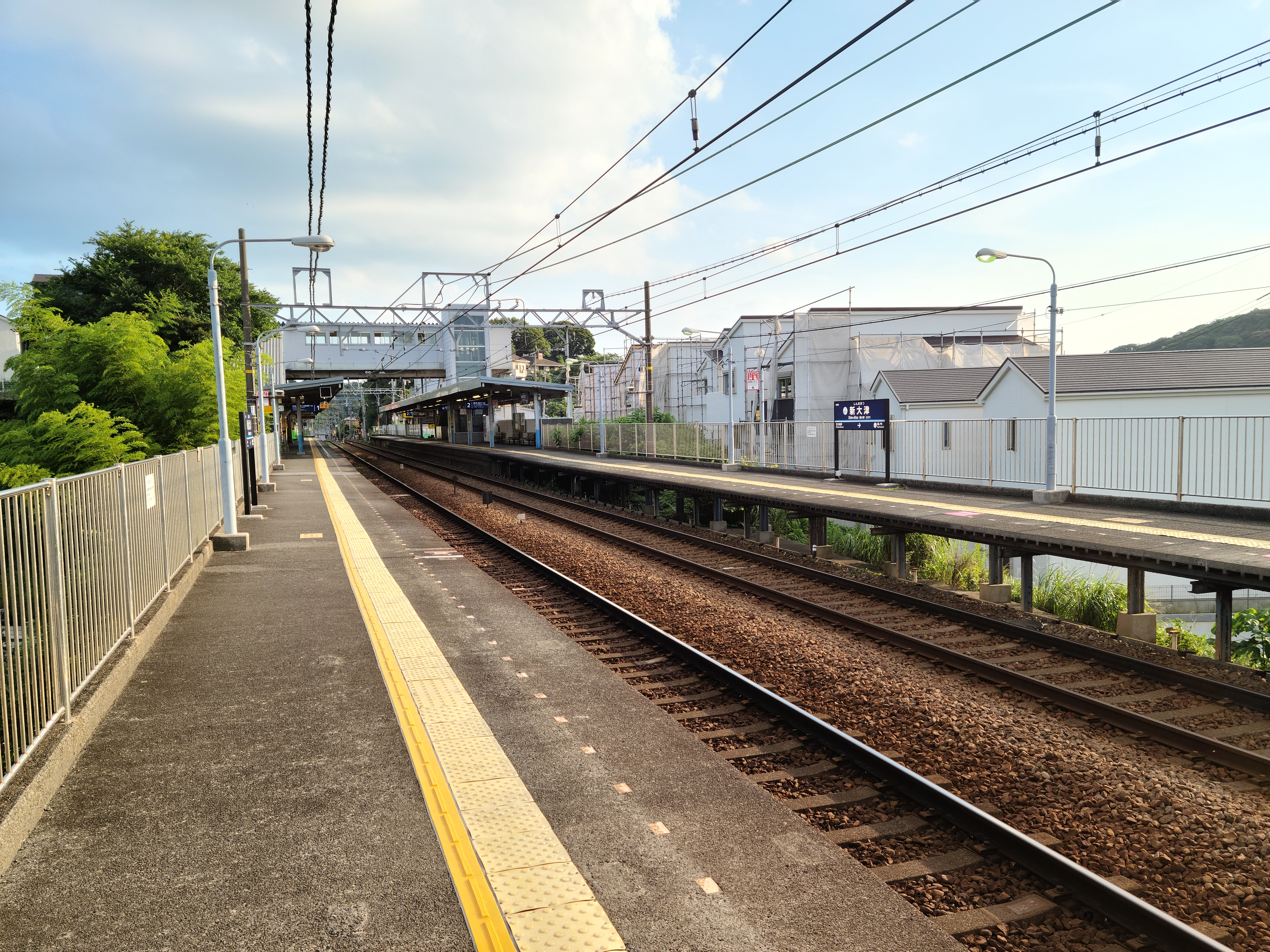
ホーム（2020年8月）

相対式ホーム2面2線を有する地上駅である。改札口は2番線ホーム側にあり、1番線には跨線橋を利用する。跨線橋部分にエレベータが設置されている。

### のりば
| 番線 | 路線     | 方向 | 行先                     |
| ---- | -------- | ---- | ------------------------ |
| 1    | 久里浜線 | 下り | 京急久里浜・三浦海岸方面 |
| 2    | 久里浜線 | 上り | 横浜・品川方面           |

## 利用状況
2024年（令和6年）度の1日平均乗降人員は5,979人であり、京急線全72駅中66位。2010年度までは、快特停車駅の中で利用客が最も少ない駅だった。現在は、津久井浜駅が最も少ない。
近年の1日平均乗降人員と乗車人員の推移は下記の通り。
| 年度               | 1日平均 乗降人員 | 1日平均 乗車人員 | 出典     |
| ------------------ | ---------------- | ---------------- | -------- |
| 1995年（平成07年） |                  | 2,803            | [ * 1 ]  |
| 1998年（平成10年） |                  | 2,817            | [ * 2 ]  |
| 1999年（平成11年） |                  | 2,864            | [ * 3 ]  |
| 2000年（平成12年） |                  | 2,923            | [ * 3 ]  |
| 2001年（平成13年） |                  | 2,917            | [ * 4 ]  |
| 2002年（平成14年） | 5,728            | 2,891            | [ * 5 ]  |
| 2003年（平成15年） | 5,958            | 2,986            | [ * 6 ]  |
| 2004年（平成16年） | 6,039            | 3,035            | [ * 7 ]  |
| 2005年（平成17年） | 5,969            | 3,008            | [ * 8 ]  |
| 2006年（平成18年） | 6,071            | 3,058            | [ * 9 ]  |
| 2007年（平成19年） | 6,177            | 3,103            | [ * 10 ] |
| 2008年（平成20年） | 6,409            | 3,221            | [ * 11 ] |
| 2009年（平成21年） | 6,441            | 3,243            | [ * 12 ] |
| 2010年（平成22年） | 6,463            | 3,252            | [ * 13 ] |
| 2011年（平成23年） | 6,480            | 3,253            | [ * 14 ] |
| 2012年（平成24年） | 6,420            | 3,231            | [ * 15 ] |
| 2013年（平成25年） | 6,709            | 3,373            | [ * 16 ] |
| 2014年（平成26年） | 6,587            | 3,315            | [ * 17 ] |
| 2015年（平成27年） | 6,835            | 3,434            | [ * 18 ] |
| 2016年（平成28年） | 6,797            | 3,418            | [ * 19 ] |
| 2017年（平成29年） | 6,900            | 3,503            | [ * 20 ] |
| 2018年（平成30年） | 6,857            | 3,479            | [ * 21 ] |
| 2019年（令和元年） | 6,797            | 3,411            | [ * 22 ] |
| 2020年（令和02年） | 5,299            |                  |          |
| 2021年（令和03年） | 5,693            |                  |          |
| 2022年（令和04年） | 6,060            |                  |          |
| 2023年（令和05年） | 6,076            |                  |          |
| 2024年（令和06年） | 5,979            |                  |          |

## 駅周辺
周辺は主に住宅地となっている。本線の京急大津駅が近く、バス路線の乗り入れもないため駅勢圏は狭い。またタクシー乗り場もない。
- 神奈川県立横須賀大津高等学校
- 横須賀市立大津中学校
- 横須賀市立大津小学校
- 横須賀市立根岸小学校
- 大津公園
- 大津諏訪神社
- 国道134号

## 隣の駅
京浜急行電鉄
 久里浜線
- □「イブニング・ウィング号」停車駅（座席指定券不要）

■快特・■特急・■普通
堀ノ内駅 (KK61) - 新大津駅 (KK65) - 北久里浜駅 (KK66)